# مدیریت داده‌های کالا
مدیریت داده‌های کالا (به انگلیسی: Product information management؛ سرنام: PIM) فرایند سازماندهی تمامی داده‌های مورد نیاز برای بازاریابی و فروش کالا از طریق کانال‌های توزیع است. این داده‌های محصول توسط یک سازمان داخلی برای پشتیبانی از استراتژی بازاریابی چند کاناله ایجاد می‌شود. یک مرکز مرکزی داده‌های محصول می‌تواند برای توزیع اطلاعات به کانال‌های فروش مانند وب‌سایت‌های تجارت الکترونیک، کاتالوگ‌های چاپی، بازارهایی مانند آمازون و گوگل شاپینگ، پلتفرم‌های رسانه‌های اجتماعی مانند اینستاگرام و تغذیه‌های داده الکترونیکی به شرکای تجاری استفاده شود. علاوه بر این، نقش مهم PIM کاهش نرخ رها کردن سبد خرید از طریق ارائه اطلاعات بهتر محصول است.
راهکارهای مدیریت داده‌های کالا بیشتر برای شرکت‌های بنگاه به مصرف‌کننده و بنگاه به بنگاه که محصولات را از طریق تنوعی از کانال‌های فروش در مجموعه‌ای از صنایع می‌فروشند، مناسب است. استفاده از مدیریت داده‌های کالا به‌طور کلی تحت تأثیر عوامل زیر در یک شرکت قرار می‌گیرد:
- تنوع گسترده‌ای از کالاها یا مجموعه داده‌های پیچیده محصول
- تغییرات مکرر در ویژگی‌های محصول
- افزایش تعداد کانال‌های فروش
- زیرساخت‌های فناوری اطلاعات غیر یکنواخت (تعداد زیادی از منابع و فرمت‌های داده)
- کسب و کار آنلاین و سفارش‌های الکترونیکی
- مکان‌ها و نیازهای مختلف بومی‌سازی
- پشتیبانی از استراتژی‌های بهینه‌سازی موتور جستجو کسب و کار

مدیریت داده‌های کالا اطلاعات محصول مربوط به مشتری را مدیریت می‌کند که برای پشتیبانی از مکان‌های جغرافیایی متعدد، داده‌های چندزبانه، نگهداری و اصلاح اطلاعات محصول در یک کاتالوگ مرکزی محصول مورد نیاز است. مدیریت اطلاعات کالا می‌تواند به عنوان یک مرکز مرکزی برای ذخیره‌سازی اطلاعات محصول از هر کانال عمل کند. اطلاعات محصولی که یک کسب و کار نگهداری می‌کند می‌تواند در بخش‌های مختلف پراکنده شده و توسط کارمندان یا سیستم‌ها نگهداری شود، به جای اینکه به صورت مرکزی در دسترس باشد؛ داده‌ها ممکن است در فرمت‌های مختلف ذخیره شده یا فقط در قالب کپی سخت در دسترس باشند. همچنین به کسب و کارها کمک می‌کند تا بهینه‌سازی نرخ تبدیل را با نمایش برندینگ یکپارچه و کاهش نرخ رها کردن سبد خرید بهبود بخشند. علاوه بر این گردانش داده‌های کالا امکان خودکارسازی بیشتر فرآیندهای تولید محصول را فراهم می‌کند. در کل گردانش داده‌های کالا یک راه‌حل مرکزی برای نگهداری داده‌های محصول مستقل از رسانه، جمع‌آوری کارآمد داده‌ها، حاکمیت داده‌ها و خروجی ارائه می‌دهد.